# Хэмилтон, Дейл
Дейл Б. «Хэм» Хэмилтон (англ. Dale B. "Ham" Hamilton; 16 августа 1919, Форт-Уэйн, штат Индиана, США — 12 августа 1994, Форт-Уэйн, штат Индиана, США) — американский профессиональный баскетболист, завершивший карьеру. Чемпион НБЛ в сезоне 1943/1944 годов.

## Ранние годы
Дейл Хэмилтон родился 16 августа 1919 года в городе Форт-Уэйн (штат Индиана), учился там же в Южной средней школе, в которой играл за местную баскетбольную команду.

## Студенческая карьера
В 1939 году закончил Франклинский колледж, где в течение двух лет играл за баскетбольную команду «Франклин Гриззлис». При Хэмилтоне «Гриззлис» один раз выигрывали регулярный чемпионат межуниверситетской спортивной конференции Индианы (1939). Два года подряд становился её лучшим бомбардиром, а также включался в символическую сборную конференции (1938—1939). Кроме того на данный момент он является единственным выпускником Франклинского колледжа, в дальнейшем выступавшем в НБА.

## Профессиональная карьера
Играл на позиции атакующего защитника и лёгкого форварда. В 1939 году Дейл Хэмилтон заключил договор с командой «Хэммонд Кайзер Олл-Американс», выступавшей в Национальной баскетбольной лиге (НБЛ). Позже выступал за команды «Форт-Уэйн Золлнер Пистонс» (НБЛ), «Уилмингтон Бомберс» (АБЛ), «Толидо Джипс» (НБЛ) и «Уотерлу Хокс» (НБЛ и НБА). Всего в НБЛ провёл 8 неполных сезонов, а в АБЛ и НБА — по одному сезону. В сезоне 1943/1944 годов Хэмилтон, будучи одноклубником Бобби Макдермотта, Джерри Буша, Пола Бёрча, Бадди Дженнетта, Чика Райзера и Джейка Пелкингтона выиграл чемпионский титул в составе «Форт-Уэйн Золлнер Пистонс». В следующем сезоне он провёл за «Пистонс» всего две игры, после чего перебрался в клуб из Американской баскетбольной лиги «Уилмингтон Бомберс», поэтому не сумел повторить свой прошлогодний успех. Всего за карьеру в НБЛ Дейл сыграл 213 игр, в которых набрал 861 очко (в среднем 4,0 за игру). Всего за карьеру в НБА Хэмилтон сыграл 14 игр, в которых набрал 25 очков (в среднем 1,8 за игру) и сделал 17 передач. Помимо этого Дейл Хэмилтон в составе «Кайзер Олл-Американс», «Золлнер Пистонс» и «Джипс» шесть раз участвовал во Всемирном профессиональном баскетбольном турнире, став его победителем в 1944 году и бронзовым призёром в 1943 году («Пистонс»), а также серебряным призёром в 1947 году («Джипс»).

## Смерть
Дейл Хэмилтон скончался в пятницу, 12 августа 1994 года, на 75-м году жизни в городе Форт-Уэйн (штат Индиана).

## Статистика

### Статистика в НБА
| Сезон                                                                                    | Команда | Регулярный сезон | Регулярный сезон | Регулярный сезон | Регулярный сезон | Регулярный сезон | Регулярный сезон | Регулярный сезон | Регулярный сезон | Регулярный сезон | Регулярный сезон | Регулярный сезон | Серия плей-офф | Серия плей-офф | Серия плей-офф | Серия плей-офф | Серия плей-офф | Серия плей-офф | Серия плей-офф | Серия плей-офф | Серия плей-офф | Серия плей-офф | Серия плей-офф |
| Сезон                                                                                    | Команда | GP               | GS               | MPG              | FG%              | 3P%              | FT%              | RPG              | APG              | SPG              | BPG              | PPG              | GP             | GS             | MPG            | FG%            | 3P%            | FT%            | RPG            | APG            | SPG            | BPG            | PPG            |
| ---------------------------------------------------------------------------------------- | ------- | ---------------- | ---------------- | ---------------- | ---------------- | ---------------- | ---------------- | ---------------- | ---------------- | ---------------- | ---------------- | ---------------- | -------------- | -------------- | -------------- | -------------- | -------------- | -------------- | -------------- | -------------- | -------------- | -------------- | -------------- |
| 1949/50                                                                                  | Уотерлу | 14               |                  |                  | 24,2             |                  | 47,4             |                  | 1,2              |                  |                  | 1,8              | Не участвовал  | Не участвовал  | Не участвовал  | Не участвовал  | Не участвовал  | Не участвовал  | Не участвовал  | Не участвовал  | Не участвовал  | Не участвовал  | Не участвовал  |
|                                                                                          | Всего   | 14               |                  |                  | 24,2             |                  | 47,4             |                  | 1,2              |                  |                  | 1,8              | Не участвовал  | Не участвовал  | Не участвовал  | Не участвовал  | Не участвовал  | Не участвовал  | Не участвовал  | Не участвовал  | Не участвовал  | Не участвовал  | Не участвовал  |
| Наведите курсор мыши на аббревиатуры в заголовке таблицы, чтобы прочесть их расшифровку. |         |                  |                  |                  |                  |                  |                  |                  |                  |                  |                  |                  |                |                |                |                |                |                |                |                |                |                |                |